# Edmílson (football, 1971)
Pour les articles homonymes, voir Edmilson (homonymie).
Edmílson Gonçalves Pimenta (dit Edmílson), né le 17 septembre 1971 à Santa Teresa (Brésil), est un footballeur brésilien.
Évoluant aux différentes positions de l'attaque, il réalise la majeure partie de sa carrière au Portugal.

## Carrière
À l'été 1993, Edmílson quitte son modeste club d'Esporte Clube Democrata pour le Portugal. Il débute au CD Nacional de Funchal, en Liga de Honra, la deuxième division, puis au SC Salgueiros, un club de l'élite où ses performances attirent l'œil d'un des grands clubs du championnat, le FC Porto. Brillant par sa vitesse et son dribble, deux fois deuxième meilleur buteur de son club, il remporte avec le club du nord du Portugal, deux titres de champion (les 2e et 3e d'une série de cinq titres d'affilée pour le club). En 1997 il est recruté par l'ambitieux Paris Saint-Germain contre une indemnité de 20 millions de francs, et un salaire de 400 000 francs mensuel, dans la perspective du départ de son compatriote Leonardo.
Le transfert est un échec : il ne joue que 14 matchs, sans marquer, et retourne dès le mois de janvier au Portugal, au Sporting. Sans y être un titulaire indiscutable, il s'y rend utile, inscrivant notamment dix buts en 1998-1999, et contribuant au titre de champion remporté par le club en 2000, le premier depuis 18 ans. Dès lors sa carrière décline rapidement, et il enchaîne les petits contrats au Brésil (Palmeiras et Colatina, son club formateur) et en Europe…
Il devient par la suite président du Colatina, rebaptisé Espírito Santo.

## Statistiques
- 1991 :  AA Colatina
- 1992-1993 :  Democrata
- 1993-1994 :  Nacional (30 matchs, 5 buts)
- 1994-1995 :  Salgueiros (34 matchs, 15 buts)
- 1995-1997 :  Futebol Clube do Porto (59 matchs, 24 buts)
- 1997 :  Paris Saint-Germain (18 matchs, 0 but)
- 1998-2000 :  Sporting CP (65 matchs, 19 buts)
- 2001 :  Palmeiras (5 matchs, 1 but)
- 2002-2003 :  Colatina
- 2003-2004 :  Portimonense  (25 matchs, 9 buts)
- 2004 :  FK Lyn (8 matchs, 0 but)
- 2005-2006 :  RCS Visé (3 matchs, 0 but)
- 2006-2007 :  CTE Colatina

## Palmarès
- Championnat du Portugal de football (3) : 1996, 1997, 2000